# Geelkruinhoningvogel
De geelkruinhoningvogel (Dicaeum anthonyi) is een vogelsoort uit de familie van de dicaeidae (bastaardhoningvogels). Het is een endemische soort uit de Filipijnen.

## Verspreiding en leefgebied
De geelkruinhoningvogel komt voor op het noordelijk deel van het eiland Luzon. De leefgebieden liggen in tropisch nevelwoud boven de 800 meter boven zeeniveau.